# Czarodziejskie ziarno
Czarodziejskie ziarno (ros. Волшебное зерно) – radziecki czarno-biały film fabularny z gatunku baśni filmowej z 1941 roku w reżyserii Fiodora Filippowa i Walentina Kadocznikowa.

## Obsada
- Władimir Gribkow
- Iwan Pieriewierziew
- Siergiej Martinson
- Stiepan Kajukow